# Ilnacora furcata
Ilnacora furcata är en insektsart som beskrevs av Knight 1963. Ilnacora furcata ingår i släktet Ilnacora och familjen ängsskinnbaggar. Inga underarter finns listade i Catalogue of Life.